# Dragomir Stojczew
Dragomir Władew Stojczew (bułg. Драгомир Стойчев; ur. 9 maja 1983) – bułgarski zapaśnik walczący w stylu wolnym. Zajął trzynaste miejsce na mistrzostwach Europy w 2009. Szesnasty na igrzyskach Europejskich w 2015. Brązowy medalista akademickich MŚ w 2008 i 2010. Trzynasty w Pucharze Świata w 2013 roku.